# Anolis etheridgei
Anolis etheridgei är en ödleart som beskrevs av  Williams 1962. Anolis etheridgei ingår i släktet anolisar, och familjen Polychrotidae. Inga underarter finns listade i Catalogue of Life.